# Neptoon Studios
Neptoon Studios es uno de los fundadores del estudio de animación canadiense en 2003 por Todd Kauffman y Mark Thornton, Era como Secuaces, Drama Total y otras producciones de animación a partir de 2005 ya que la producción corto animado fue también un estudio de animación canadiense en 2002.

## Historia
En el 2002, Neptoon Studios tiene fundadores de Todd Kauffman y Mark Thornton, eran cortos de animacióon primero.

## Proyectos
- Drama Total (2007-2014)
- Secuaces (2010-2013)
- Grojband (2013-2015)
- Loopeados (2016)

- Datos: Q6995585